# Pidonia oyamae
Pidonia oyamae là một loài bọ cánh cứng trong họ Cerambycidae.